# Alsager
Alsager este un oraș în comitatul Cheshire, regiunea North West England, Anglia. Orașul se află în districtul Congleton.